# Нижня Ситниця
Нижня Ситниця, або Нижня Сітніця, Нижня Сітніца (словац. Nižná Sitnica) — село в Словаччині, Гуменському окрузі Пряшівського краю. Розташоване в північно-східній частині Словаччини в південній частині Низьких Бескидів при впадінні Ситнички до Ольки.
Уперше згадується у 1408 році.
У селі є римо-католицький костел з 1768 року в стилі бароко—класицизму, розширений у 1799 році.

## Населення
| Рік:            | 1993 | 2003    | 2013    | 2023    |
| --------------- | ---- | ------- | ------- | ------- |
| Кількість осіб: | 360  | 364     | 330     | 300     |
| Різниця:        |      | +1,11 % | -9,34 % | -9,09 % |

| Рік:            | 2022 | 2023    |
| --------------- | ---- | ------- |
| Кількість осіб: | 293  | 300     |
| Різниця:        |      | +2,38 % |

У селі проживає 327 осіб.
Національний склад населення (за даними останнього перепису населення — 2001 року):
- словаки — 99,46 %,
- поляки — 0,27 %,
- русини — 0,27 %.

Склад населення за приналежністю до релігії станом на 2001 рік:
- римо-католики — 95,92 %,
- греко-католики — 2,72 %,
- православні — 1,36  %.